# きかんしゃトーマス 走れ!世界のなかまたち
『きかんしゃトーマス 走れ!世界のなかまたち』（きかんしゃトーマス はしれ!せかいのなかまたち）は、テレビシリーズ『きかんしゃトーマス』の長編シリーズ12作目の作品である。

## 概要
「きかんしゃトーマス」のフル3DCG製作による長編としては9作目にあたる。公開当時開催された2016年リオデジャネイロオリンピックに肖り、メインランドで開催される機関車達が力比べやスピード競争を行うイベント「グレート・レイルウェイショー」に出場するためトーマスが奮闘するという内容で、ミュージカル色が強い演出が採られている。
本作で初登場する海外車両の新キャラクターが11両と多いため、米国版DVDリリース前の4月13日から9月7日までの間、毎週水曜日にYoutubeの「きかんしゃトーマス」米国公式チャンネルにて登場キャラクターの紹介プロモーション動画が公開された。この動画は日本ではDVDに特典映像として収録されている。
また、本作の後日談を描いたショートムービー「Great Race Friends Near and Far」もYoutubeの「きかんしゃトーマス」米国公式チャンネルにて配信されている。
その他、原作「汽車のえほん」でゴードンの兄弟という設定で登場した、実在車両フライング・スコッツマンが2015年に現役復帰したことに肖り、本作では新キャラクターとしてフライング・スコッツマンが登場する。

## 日本での公開
日本では2017年4月8日より劇場公開され、DVDは同年10月18日に発売、2018年1月1日にはNHKEテレにて地上波初放映された。
ゲスト声優として新キャラクターのアシマ役に渡辺直美が起用された。

## あらすじ
ソドー島に暮らす機関車のトーマスはある日、ヴィカーズタウン駅でゴードンの兄弟であるフライング・スコッツマンに出会う。彼は今度メインランドで開かれる「グレート・レイルウェイ・ショー」に出場すると話す。そのことを聞いたトーマスは自分も出場するため考えをめぐらせるが上手くいかない。
そんなある晩、ショーに向かう予定であるインドの機関車アシマに貨車の入れ替え競争への出場を提案され、トーマスはナップフォード操車場の貨車を使って練習をしようとするが事故に見舞われる。出場できなくなったトーマスだったが、ショーに出場するゴードンが安全弁をつけ忘れたことが発覚し、トーマスは安全弁を届けるためメインランドへと渡る。

## グレート・レイルウェイ・ショー出場車両
トーマス（ソドー島）
本作の主人公である青いタンク式蒸気機関車。
ショーに出場するため様々な考えをめぐらせる。

### 貨車押し競争
アシマ（インド）
インド出身の花柄の装飾が施されたタンク式蒸気機関車。
手違いでソドー島に上陸し、ショーに出たがるトーマスの話を聴く。
パーシー（ソドー島）
緑色のタンク式蒸気機関車。ひょんなことから貨車押し競争に出場するよう命じられる。
ラウル（ブラジル）
黄色のタンク式蒸気機関車。縦型のボイラーと駆動用のチェーンを持つ。
ジーナ（イタリア）
濃い緑色のタンク式蒸気機関車。
アイヴァン（ロシア）
ロシア国旗の赤と青を身にまとうディーゼル機関車。

### 力自慢決定戦
ヘンリー（ソドー島）
緑色のテンダー式蒸気機関車。
ヴィニー（北アメリカ）
青いテンダー式蒸気機関車。非常に乱暴な性格。
ヒロ（日本）
黒いテンダー式蒸気機関車。
フリーダ（ドイツ）
青いテンダー式蒸気機関車。
シェイン（オーストラリア）
緑色のテンダー式蒸気機関車。

### 最優秀デザインショー
ジェームス（ソドー島）
赤いテンダー式蒸気機関車。ボディーに装飾を施され出場する。
エミリー（ソドー島）
深緑色のテンダー式蒸気機関車。ジェームスと共にボディーに装飾を施され出場する。
ラジブ（インド）
青いボディーに装飾が施されたタンク式蒸気機関車。
ヨンバオ（中国）
赤いテンダー式蒸気機関車。ボディーに地元の縁起を担ぐペイントが描かれている。
カルロス（メキシコ）
黒いテンダー式蒸気機関車。

### グレートレース
ゴードン（ソドー島）
青いテンダー式蒸気機関車。流線型のカバーを装備する改造が行われ、「シューティング・スター」と名乗り出場する。
フライング・スコッツマン（メインランド）
緑色のテンダー式蒸気機関車。ゴードンの兄弟。長距離走行のため炭水車をもう一台備えている。
スペンサー（メインランド）
銀色のテンダー式蒸気機関車。ゴードンのいとこ。地元のファンに見守られレースに出場する。
アクセル（ベルギー）
赤いテンダー式蒸気機関車。
エティエンヌ（フランス）
架線を用いて走る白い電気機関車。

### その他
フィリップ（ソドー島）
黄色と緑の箱形ディーゼル機関車。サポーターとして参加。
ディーゼル（ソドー島）
黒いディーゼル機関車。
力自慢決定戦への参加をトップハム・ハット卿に認めてもらうため、裏で”びっくり”を仕掛けようとする。

## キャスト
| 役名                     | 英国版声優               | 北米版声優                 | 日本語吹き替え   |
| ------------------------ | ------------------------ | -------------------------- | ---------------- |
| ナレーター               | マーク・モラハン         | マーク・モラハン           | ジョン・カビラ   |
| トーマス                 | ジョン・ハスラー         | ジョセフ・メイ             | 比嘉久美子       |
| アシマ                   | ティナ・デサイ           | ティナ・デサイ             | 渡辺直美         |
| パーシー                 | ナイジェル・ピルキントン | クリストファー・ラグランド | 神代知衣         |
| ジェームス               | キース・ウィッカム       | ロブ・ラックストロー       | 江原正士         |
| トップハム・ハット卿     | キース・ウィッカム       | キース・ウィッカム         | 田中完           |
| ソルティー               | キース・ウィッカム       | キース・ウィッカム         | 石野竜三         |
| デン                     | キース・ウィッカム       | キース・ウィッカム         | 石野竜三         |
| ゴードン                 | キース・ウィッカム       | ケリー・シェイル           | 三宅健太         |
| ヘンリー                 | キース・ウィッカム       | ケリー・シェイル           | 金丸淳一         |
| ディーゼル               | ケリー・シェイル         | ケリー・シェイル           | ケン・サンダース |
| ケビン                   | マット・ウィルキンソン   | ケリー・シェイル           | 河杉貴志         |
| クランキー               | マット・ウィルキンソン   | グレン・ウレッジ           | 黒田崇矢         |
| スペンサー               | マット・ウィルキンソン   | グレン・ウレッジ           | 宗矢樹頼         |
| ケイトリン               | レベッカ・オマラ         | レベッカ・オマラ           | 吉岡さくら       |
| アニーとクララベル       | テレサ・ギャラガー       | テレサ・ギャラガー         | 吉岡さくら       |
| ジーナ                   | テレサ・ギャラガー       | テレサ・ギャラガー         | 根本圭子         |
| フリーダ                 | テレサ・ギャラガー       | テレサ・ギャラガー         | 山崎依里奈       |
| エミリー                 | テレサ・ギャラガー       | ジュール・デ・ヨング       | 山崎依里奈       |
| フィリップ               | ラスムス・ハーディカー   | ラスムス・ハーディカー     | 小林大紀         |
| スティーブン             | ボブ・ゴルディング       | ボブ・ゴルディング         | 金光宣明         |
| ヴィニー                 | ジョン・シュワブ         | ジョン・シュワブ           | 金光宣明         |
| サムソン                 | ロバート・ウィルフォート | ロバート・ウィルフォート   | 田尻浩章         |
| コナー                   | ジョナサン・フォーブス   | ジョナサン・フォーブス     | 河本邦弘         |
| ダート                   | スティーブ・キンマン     | スティーブ・キンマン       | 河本邦弘         |
| パクストン               | スティーブ・キンマン     | スティーブ・キンマン       | 河本邦弘         |
| ダック                   | スティーブ・キンマン     | スティーブ・キンマン       | 鈴木清信         |
| ポーター                 | スティーブ・キンマン     | デヴィッド・メンキン       | 金丸淳一         |
| カルロス                 | デヴィッド・ベデラ       | デヴィッド・ベデラ         | 金丸淳一         |
| ビクター                 | デヴィッド・ベデラ       | デヴィッド・ベデラ         | 坂口候一         |
| エティエンヌ             | ロブ・ラックストロー     | ロブ・ラックストロー       | 坂口候一         |
| アナウンサー             | ロブ・ラックストロー     | ロブ・ラックストロー       | 佐々木啓夫       |
| フライング・スコッツマン | ルーファス・ジョーンズ   | ルーファス・ジョーンズ     | 三宅健太         |
| オリバー                 | ジョー・ミルズ           | ジョー・ミルズ             |                  |
| ティモシー               | ティム・ウィットノール   | ティム・ウィットノール     |                  |
| 観客                     |                          |                            | 石井未紗         |

吹き替え版コーラス：市之瀬洋一（音楽演出）、安西康高、奥田もとい